# Rhopalosiphum padi
Rhopalosiphum padi és una espècie oligòfaga d'hemípter esternorrinc de la família Aphididae que s'alimenta de la saba dels cereals. És un dels pugons més problemàtics de les zones cerealistes de les regions temperades, especialment als països nord-europeus. Aquesta espècie és el vector principal de nombrosos virus, entre aquests el virus del nanisme groc de l'ordi (BYDV: barley yellow dwarf virus), virus del nanisme groc del cereal (RPV: cereal yellow dwarf virus), virus de l'enrogiment de fulla de l'almesquera (FRLV: filaree red-leaf virus), virus de la fulla clapada del panís (MLFV: maize leaf fleck virus), virus de la franja necròtica de l'arròs (RYMV: rice stripe necrosis virus), la malaltia de la fulla groga de l'avena (AbaMV: oat yellow leaf disease) i virus del mosaic nanitzant del panís (MDMV: maize dwarf mosaic virus).

## Morfologia
El cos de femella àptera és gris verdós, paregut al verd oliva, amb taques color roig rovell al voltant i entre els sifons fent-la inconfusible. L'adult mesura entre 2,7 i 2,9 mm. Presenta uns tubercles molt menuts al protòrax i als segments abdominals I i VII. Les antenes són més llargues que la meitat de la longitud del cos. Els sifons són cilíndrics i lleugerament engrossits cap a l'àpex. La vena medial damunt ala del front està bifurcada.

## Distribució
Està estès dins d'Europa, Àsia i Amèrica. La seua activitat és més alta dins i al voltant dels boscos i a zones d'estepa. Té una distribució cosmopolita.
A les zones d'alta densitat s'observen pics de població a principis d'estiu (època quan les plantes són a la fase d'allargament de tija i afillament). A mitjans d'estiu el nombre d'àfids disminueix de pressa. Les condicions més favorables per a les femelles àpteres són uns 21-25° C amb una humitat relativa del 70%. L'aparició de la generació sexual depèn de la temperatura i el fotoperíode. La temperatura mínima eficaç per al seu desenvolupament és d'uns 4-5° C, i per al vol uns 9-10° C.

## Cicle vital i plantes hoste
El cicle biològic del pugó dels cereals té dues fases: com el seu nom científic suggereix, l'hoste primari és el gatzerí (Prunus padus) a Europa, en canvi, a Amèrica del Nord es troba passant l'hivern al cirerer de Virgínia (Prunus virginiana), encara que també pot hivernar en la prunera (Prunus domestica). En qualsevol espècie de Prunus que trie hivernarà en forma d'ou als borrons. A principis de la primavera les femelles fundadores formaran colònies, sovint al revers de la fulla. A diferència de Rhopalosiphum maidis, aquesta espècie no sent predilecció per situar-se sobre les zones més inaccessibles de la planta, situant-se sobre mateixa superfície de la fulla. En aquest lloc romandran durant 3-5 generacions partenogenètiques. El període larval dura uns 5-21 dies, depenent en condicions mediambientals, mentre que el període de vida de les femelles partenogenètiques és d'uns 15-19 dies a 21º C. Aquestes són capaces de produir 70 individus idèntics al llarg de la seua vida. En arribar l'estiu, els àfids emigren al segon hoste, normalment a una poàcia (cereal). Aquest àfid té una ampla gamma d'amfitrions, s'ha enregistrat que pot nodrir-se d'espècies de més de 20 famílies de plantes. Dels hostes més freqüentats són els cereals d'hivern (blat, ordi, avena, triticale, etc.), encara que després poden passar a altres plantes com el panís de primavera. Quan comença la tardor apareixen individus capaços de donar lloc, igualment per partenogènesis, a mascles i femelles. Aquesta descendència s'aparellarà mitjançant la reproducció sexual, i buscarà borrons de branques joves dels hostes primaris.
Els danys majors són a la primavera. Ataca primer a les fulles i beines, i després a les espigues, produint un debilitament generalitzat de la planta per succió de la saba, de manera que es produeix una pèrdua de vigor i disminueix el rendiment del cultiu. Els símptomes són la clorosi, en forma de taques groguenques a les fulles, i la presència de mel de melada, que és segregada pel pugó, i de la qual es nodreix a la negreta que embruta la planta, reduint la seua capacitat fotosintètica.
Segons alguns estudis, el cultiu preferit per l'àfid dels cereals podria ser l'ordi cerveser, perquè presenta uns millors paràmetres vitals (longevitat, fecunditat, creixement, etc) quan s'alimenta d'aquest en comparació amb l'ordi comú i el triticale.

## Enemics naturals
Els artròpodes afidòfags poden reduir la densitat de població del pugó dels cereals. A causa de la situació on es col·loca R. padi en la planta, depredadors generalistes com ara caràbids i aranyes poden caçar-los fàcilment. A més a més, els seus depredadors especialistes inclouen adults i larves de coccinèl·lids (Coccinella septempunctata, Adonia variegata), sírfids, dípters, neuròpters, himenòpters parasitoides i estafilínids. Així com certs fongs entomopatògens.
Per tal d'augmentar la presència de tots aquests enemics naturals cal incloure alguna estructura ecològica (bardisses, marges florals, etc.) dins de la zona de conreu.